# Códice de Calkiní
El Códice de Calkiní también conocido como la Crónica de Calkiní es una serie de manuscritos muy antiguos que narran cómo los mayas del linaje Ah Canul poblaron la región noroeste de la Península de Yucatán, después de la destrucción de Mayapán, de las incursiones y viajes de los españoles a través del cacicazgo de Ah Canul cuya capital fue Calkiní, de la resistencia de los pobladores a la conquista española, de la entrada de Francisco de Montejo y León "el Mozo", y su estancia en la zona , así como algunos datos curiosos de la cultura maya.

## Compilación
El códice no es de un autor específico, es una compilación de varias personas en diferentes épocas convirtiendo estos escritos en una especie de libro comunitario que relata de forma precisa hechos históricos de los Ah Canul. 
La colaboración más antigua data del año 1579, y la colaboración más reciente a estos manuscritos es del año 1821, y esas colaboraciones bien podrían ser copias de documentos escritos aún más antiguos.

## Descubrimiento de los escritos
Se sabe que los escritos del códice de Calkiní están incompletos pues faltan las primeras diez páginas, desde que se descubrió su existencia en el año 1867. Los escritos que pasaron de generación en generación a través de los caciques de la comunidad Ah Canul, fueron obsequiados a Faustino Francio amigo del historiador Juan Francisco Molina Solís autor del libro “Historia del Descubrimiento y Conquista de Yucatán” , más tarde el códice llegaría a las manos del obispo Crescencio Carrillo y Ancona, y sería agregado al Chilam Balam de Chumayel.

## Primeras ediciones
Tanto el Chilam Balam de Chumayel como el Códice de Calkiní fueron fotografiados por George Byron Gordon en 1910, sobre la base de las fotografías William Gates publicó por primera vez en Baltimore, Estados Unidos en edición facsímil el códice.
En Mérida, Yucatán, Teoberto Maler realizó reproducciones del códice y otros manuscritos mayas, antes de que los originales fueran vendidos. Sin embargo la primera publicación en castellano fue realizada en marzo de 1957 traducida de la versión en inglés de Gates, por órdenes de Alberto Trueba Urbina, Gobernador del Estado de Campeche (1955-1961).